# Grand Prix Cycliste de Montréal 2012
Grand Prix Cycliste de Montréal 2012 var den tredje udgave af Grand Prix Cycliste de Montréal. Løbet blev afviklet den 9. september 2012, som en del af UCI World Tour 2012. Løbet var 205,7 km langt og havde både start og mål i Montréal i den canadiske delstat Quebec.

## Hold
18 ProTeams deltog:'
| - Ag2r-La Mondiale - Astana Pro Team - BMC Racing Team - Euskaltel-Euskadi - FDJ-BigMat - Garmin-Sharp | - Orica-GreenEDGE - Team Katusha - Lampre-ISD - Liquigas–Cannondale - Lotto-Belisol - Movistar Team | - Omega Pharma-Quick Step - Rabobank - RadioShack-Nissan-Trek - Team Saxo Bank-Tinkoff Bank - Team Sky - Vacansoleil-DCM |  |  |

3 UCI Professional Continental teams deltager:
| - Cofidis | - Europcar | - Spidertech |  |  |

## Resultat
|    | Rytter                     | Hold                   | Tid        | World Tour Point |
| -- | -------------------------- | ---------------------- | ---------- | ---------------- |
| 1  | Lars Petter Nordhaug (NOR) | Team Sky               | 5h 28' 29" | 80               |
| 2  | Moreno Moser (ITA)         | Liquigas–Cannondale    | + 2"       | 60               |
| 3  | Alexandr Kolobnev (RUS)    | Team Katusha           | + 2"       | 50               |
| 4  | Simon Gerrans (AUS)        | Orica-GreenEDGE        | + 4"       | 40               |
| 5  | Edvald Boasson Hagen (NOR) | Team Sky               | + 4"       | 30               |
| 6  | Björn Leukemans (BEL)      | Vacansoleil-DCM        | + 5"       | 22               |
| 7  | Jürgen Roelandts (BEL)     | Lotto-Belisol          | + 5"       | 14               |
| 8  | Rui Costa (POR)            | Movistar Team          | + 5"       | 10               |
| 9  | Luca Paolini (ITA)         | Team Katusha           | + 5"       | 6                |
| 10 | Tony Gallopin (FRA)        | RadioShack-Nissan-Trek | + 5"       | 2                |